# John Work Garrett
John Work Garrett, född 1872, död 1942, var en amerikansk diplomat.
Garrett var 1:e legationssekreterare i Rom 1908–1910, minister i Venezuela 1911, i Argentina 1912–1914, och en av ledarna för utväxlingen av krigsfångar under och efter första världskriget. Han var generalsekreterare vid avrustningskonferensen i Washington 1921–1922, och från 1929 ambassadör i Rom.